# Durada
La durada és una de les quatre qualitats del so, és el temps que dura un so. Com més sigui el temps més llarga serà la durada. Determina el temps de vibració i es mesura en unitat de temps (minuts, segons…). En la música la durada dels sons es mesura amb la pulsació i es representa amb les figures musicals i els seus silencis.